# Armorial des localités de Hongrie/B
Cette page donne les armoiries des localités de Hongrie, commençant par la lettre B.

## Ba-Bá

Babarc
Babarcszőlős
Babócsa
Babosdöbréte
Bábolna
Bábonymegyer
Babót
Bácsalmás
Bácsbokod
Bácsborsód
Bácsszőlős
Bácsszentgyörgy
Badacsonytomaj
Badacsonytördemic
Bag
Bagamér
Baglad
Bagod
Bágyogszovát
Baj
Baja
Bajánsenye
Bajna
Bajót
Bak
Bakháza
Bakóca
Bakonszeg
Bakonya
Bakonybánk
Bakonybél
Bakonycsernye
Bakonygyirót
Bakonyjákó
Bakonykoppány
Bakonykúti
Bakonynána
Bakonyoszlop
Bakonypéterd
Bakonypölöske
Bakonyság
Bakonysárkány
Bakonyszentiván
Bakonyszentkirály
Bakonyszentlászló
Bakonyszombathely
Bakonyszücs
Bakonytamási
Baks
Baktalórántháza
Baktakék
Baktüttös
Balajt
Balassagyarmat
Balástya
Balaton
Balatonakali
Balatonakarattya
Balatonalmádi
Balatonberény
Balatonboglár
Balatoncsicsó
Balatonederics
Balatonendréd
Balatonfenyves
Balatonföldvár
Balatonfüred
Balatonfűzfő
Balatongyörök
Balatonkenese
Balatonkeresztúr
Balatonlelle
Balatonmagyaród
Balatonmáriafürdő
Balatonőszöd
Balatonrendes
Balatonszabadi
Balatonszárszó
Balatonszemes
Balatonszentgyörgy
Balatonszepezd
Balatonszőlős
Balatonudvari
Balatonújlak
Balatonvilágos
Balinka
Balkány
Ballószög
Balmazújváros
Balogunyom
Balotaszállás
Balsa
Bálványos
Bánd
Bánfa
Bánhorváti
Bánk
Bánokszentgyörgy
Bánréve
Barabás
Baracs
Baracska
Báránd
Baranyahídvég
Baranyajenő
Baranyaszentgyörgy
Barbacs
Barcs
Bárdudvarnok
Barlahida
Barnag
Bársonyos
Basal
Báta
Bátaapáti
Bátaszék
Baté
Bátmonostor
Bátonyterenye
Battonya
Bátya
Bázakerettye
Bazsi

## Be-Bé

Béb
Becske
Becsehely
Becskeháza
Becsvölgye
Bedegkér
Bedő
Bejcgyertyános
Békás
Bekecs
Békés
Békéscsaba
Békéssámson
Békésszentandrás
Bekölce
Bélapátfalva
Belecska
Beled
Beleg
Belezna
Bélmegyer
Beloiannisz
Bénye
Beregdaróc
Beregsurány
Berekböszörmény
Beremend
Berente
Berekfürdő
Berettyóújfalu
Berhida
Berkesd
Bernecebaráti
Berzék
Berzence
Besence
Besenyőd
Besenyszög
Besnyő
Beszterec
Bezedek
Bezenye

## Bi

Biatorbágy
Bicsérd
Bicske
Bihardancsháza
Biharkeresztes
Biharnagybajom
Bihartorda
Biharugra
Bikács
Bikal
Biri
Bisse

## Bo-Bó-Bö-Bő

Bő
Bocfölde
Bőcs
Bócsa
Bocska
Bocskaikert
Boda
Bodajk
Bödeháza
Bodmér
Bodonhely
Bodony
Bodorfa
Bodrog
Bodroghalom
Bodrogkisfalud
Bodrogolaszi
Bódvaszilas
Bogács
Bogád
Bogádmindszent
Bögöt
Bögöte
Bogyiszló
Bogyoszló
Böhönye
Bojt
Bókaháza
Bokod
Bököny
Bölcske
Boldog
Boldogasszonyfa
Boldogkőváralja
Boldva
Bolhás
Bolhó
Bóly
Bőny
Bonyhád
Bonyhádvarasd
Börcs
Bordány
Borgáta
Borota
Borsfa
Borsodgeszt
Borsodnádasd
Borsodszentgyörgy
Borsodszirák
Borsosberény
Bosta
Botpalád
Botykapeterd
Bozzai
Bozsok

## Bu-Bü

Bucsa
Bucsu
Budajenő
Budakalász
Budakeszi
Budaörs
Budapest
Budapest • 1er arrondissement
Budapest • 2e arrondissement
Budapest • 3e arrondissement
Budapest • 4e arrondissement
Budapest • 5e arrondissement
Budapest • 6e arrondissement
Budapest • 7e arrondissement
Budapest • 8e arrondissement
Budapest • 9e arrondissement
Budapest • 10e arrondissement
Budapest • 11e arrondissement
Budapest • 12e arrondissement
Budapest • 13e arrondissement
Budapest • 14e arrondissement
Budapest • 15e arrondissement
Budapest • 16e arrondissement
Budapest • 17e arrondissement
Budapest • 18e arrondissement
Budapest • 19e arrondissement
Budapest • 20e arrondissement
Budapest • 21e arrondissement
Budapest • 22e arrondissement
Budapest • 23e arrondissement
Bugac
Bugyi
Buj
Buják
Bük
Bükkaranyos
Bükkmogyorósd
Bükkösd
Bükkszék
Bükkszentkereszt
Bükkszentmárton
Bükkzsérc
Bürüs
Büttös
Buzsák